# Hidròxid de calci
L'hidròxid de calci, Ca(OH)₂, també conegut com a calç morta o calç apagada, és un compost iònic format per cations calci, Ca2+, i anions hidròxid, OH-. Es presenta en forma de pols blanca. La seva estructura cristal·lina és hexagonal, com la del iodur de cadmi. Si s'encalenteix es descompon per damunt dels 550 °C en òxid de calci i aigua. Dissolt en aigua actua com una base forta, amb un grau de dissociació de 0,96 (96%). És molt poc tòxic (DL50 oral en rates 7340 mg/kg).
L'obtenció de l'hidròxid de calci es realitza mitjançant la reacció de l'òxid de calci amb aigua, que és la reacció inversa de la descomposició tèrmica. És una reacció molt exotèrmica.
CaO(s) + H₂O(l) → Ca(OH)2(aq)
També pot obtenir-se per precipitació en una dissolució de clorur de calci i hidròxid de sodi:
CaCl2(aq) + 2 NaOH(aq) → Ca(OH)2(s) + 2 NaCl(aq)
En contacte amb l'aire absorbeix diòxid de carboni transformant-se en carbonat de calci. És una reacció que permet identificar el diòxid de carboni, CO₂: Es passa la mostra de gas per una dissolució d'hidròxid de calci i si s'enterboleix (formació del carbonat de calci insoluble) és prova que el gas és, o conté, CO₂:
Ca(OH)2(aq) + CO2(g) → CaCO3(s) + H₂O(l)

## Aplicacions

### Indústria
- S'utilitza com a floculant en el tractament d'aigües residuals, i en la indústria de la construcció com a ingredient en la fabricació de morter i guix.
- Com a reactiu químic: en la neutralització d'àcids, en la indústria petroliera s'empra en el tractament d'additius pel petroli, en la indústria química s'empra en la síntesi de l'estearat de calci, etc.
- Com a farciment: en la indústria petroquímica s'empra en la manufactura d'oli sòlid, en la fabricació de discs de frens i d'ebonita, en la preparació de mescles seques per a pintura i decoració, etc.

### Agricultura
- S'utilitza com additiu en la millora de terres de cultiu àcides.
- S'empra en l'elaboració de pesticides pel control d'insectes i plagues, així com desinfectants. Protegeix les plantes evitant bacteris i fongs.

### Indústria alimentària
- En la indústria dels aliments s'utilitza en el processament d'aigües per a begudes alcohòliques i carbonatades.
- Per alliberar una salmorres de carbonats de calci i de magnesi en l'obtenció de sal per a alimentació i farmacopea.
- En la remineralització de les aigües obtingudes a les dessaladores.
- Ingredient en la llet per infants.
- S'empra en l'obtenció de sucre.

### Medicina
En odontologia l'empren con apòsit en forma de pasta anti-microbiana en endodòncies.